# Grafenbach-St. Valentin
Grafenbach-St. Valentin, Grafenbach-Sankt Valentin – gmina targowa w Austrii, w kraju związkowym Dolna Austria, w powiecie Neunkirchen. Liczy 2 241 mieszkańców (1 stycznia 2014).